# Plectromerus bidentatus
Plectromerus bidentatus är en skalbaggsart som beskrevs av Fisher 1942. Plectromerus bidentatus ingår i släktet Plectromerus och familjen långhorningar. Inga underarter finns listade i Catalogue of Life.